# Liste der schnellsten Achterbahnen der Welt
Die Liste der schnellsten Achterbahnen der Welt führt die zehn schnellsten Achterbahnen in Betrieb auf. Es handelt sich jeweils um Stahlachterbahnen. Der aktuelle Stand (hier 2025) beschreibt den fertiggestellten Bestand, der sich jedes Jahr ändern kann. Änderungen ergeben sich auch aus Stilllegungen oder Umbauten.

Der Silver Star im Europapark und

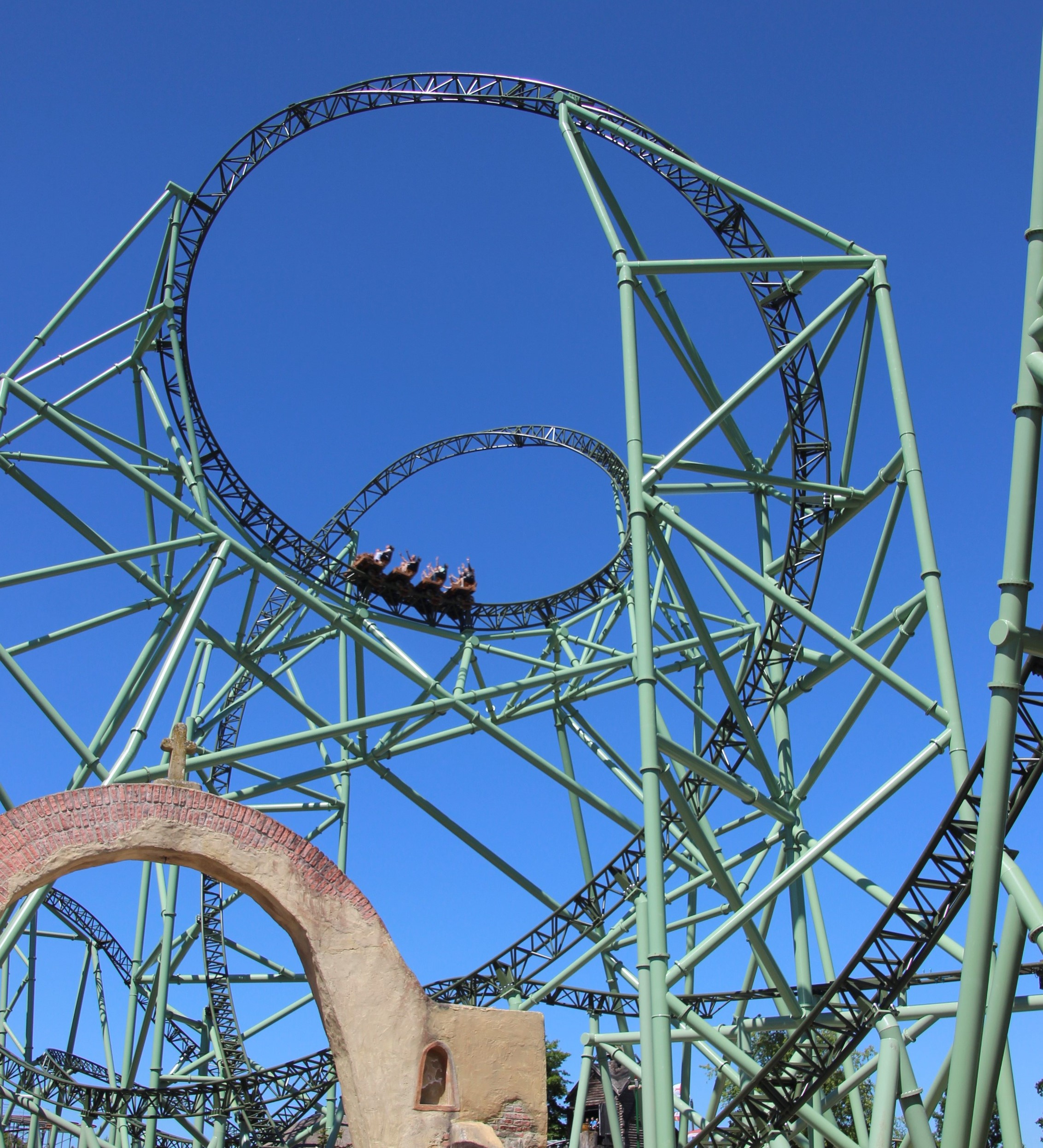
Der Schwur des Kärnan im Hansapark sind mit 127 km/h die schnellsten Achterbahnen in Deutschland

| Platz | Name                          | Park                     | Land                         | Höchstgeschwindigkeit in km/h | Bemerkung                                |
| ----- | ----------------------------- | ------------------------ | ---------------------------- | ----------------------------- | ---------------------------------------- |
| 1     | Formula Rossa                 | Ferrari World            | Vereinigte Arabische Emirate | 240                           | Höchstgeschwindigkeit in 5 Sek. (=4,8 g) |
| 2     | Top Thrill 2                  | Cedar Point              | Vereinigte Staaten           | 193                           | SBNO                                     |
| 3     | Red Force                     | PortAventura World       | Spanien                      | 180                           |                                          |
| 4     | Superman: Escape from Krypton | Six Flags Magic Mountain | Vereinigte Staaten           | 161                           | SBNO                                     |
| 5 / 6 | Fury 325                      | Carowinds                | Vereinigte Staaten           | 153                           |                                          |
| 5 / 6 | Steel Dragon 2000             | Nagashima Spa Land       | Japan                        | 153                           |                                          |
| 7     | Millennium Force              | Cedar Point              | Vereinigte Staaten           | 150                           |                                          |
| 8     | Leviathan                     | Canada’s Wonderland      | Kanada                       | 148                           |                                          |
| 9     | Pantherian                    | Kings Dominion           | Vereinigte Staaten           | 145                           |                                          |
| 10    | Hyperion                      | Energylandia             | Polen                        | 142                           |                                          |

## Ehemalige Bahnen
| Name               | Park                      | Land               | Höchstgeschwindigkeit in km/h | Bemerkung                       |
| ------------------ | ------------------------- | ------------------ | ----------------------------- | ------------------------------- |
| Kingda Ka          | Six Flags Great Adventure | Vereinigte Staaten | 206                           | 2024 geschlossen                |
| Do-Dodonpa         | Fuji-Q Highland           | Japan              | 180                           | 2021 geschlossen                |
| Tower of Terror II | Dreamworld                | Australien         | 161                           | 2010 umgebaut, 2019 geschlossen |
| Ring-Racer         | Nürburgring               | Deutschland        | 160                           | 2013 nach 4 Tagen geschlossen   |